# Pianofortefabrik C. Rich. Ritter

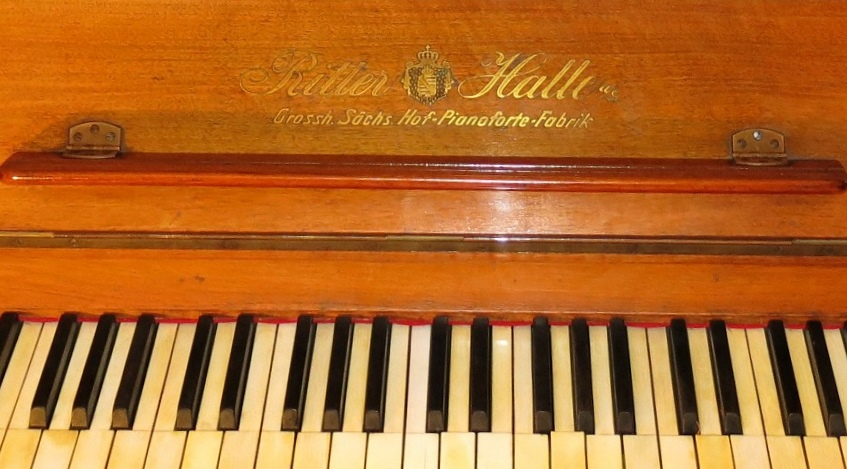
Signatur im Tastaturdeckel eines Ritter-Klavieres, um 1900

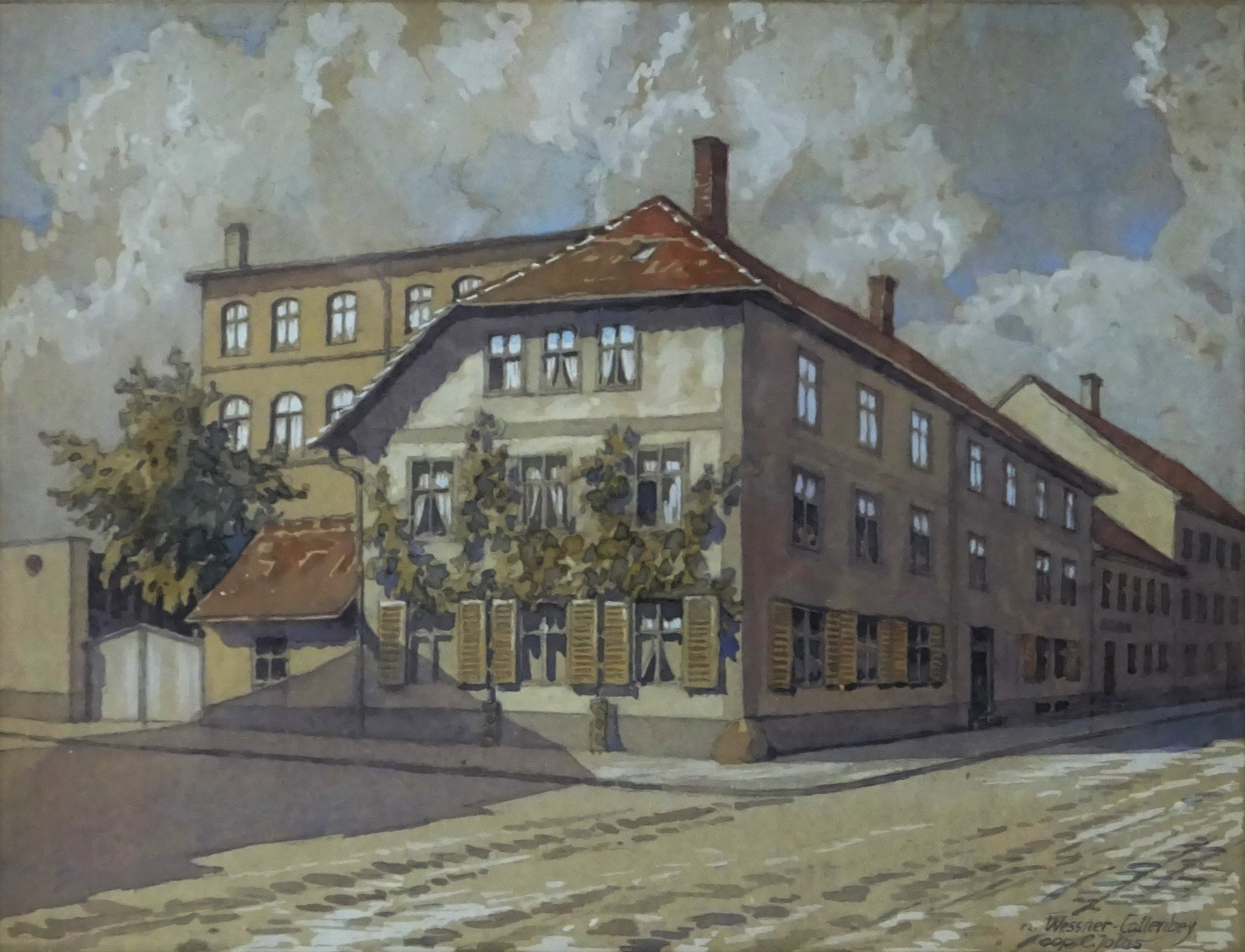
Erste Fabrik mit Wohnhaus der Familie Ritter in Merseburg vor 1900, Aquarell von Carl Jolas (1867–1948) nach Alfred Wessner-Collenbey (1873–1940)

Die C. Rich. Ritter Halle a/S Pianoforte Fabrik (ab 1902 Ritter Halle a/S Pianoforte Fabrik GmbH) war ein deutsches Unternehmen in Halle (Saale), das von 1828 bis zu seinem Untergang durch die Weltwirtschaftskrise Pianos und Flügel herstellte und diese im deutschsprachigen Raum und vielen anderen Ländern vertrieb.

## Unternehmensgeschichte

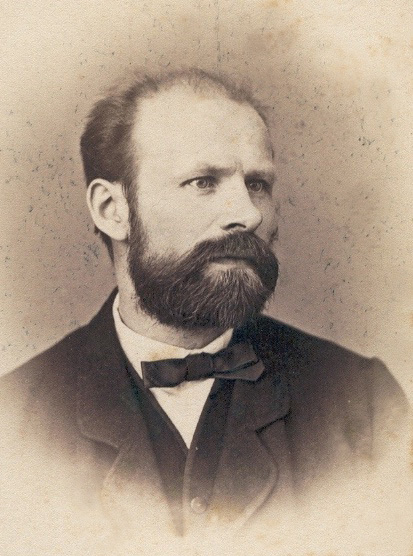
Carl Richard Ritter, der das Unternehmen zur Blüte brachte

### Anfänge

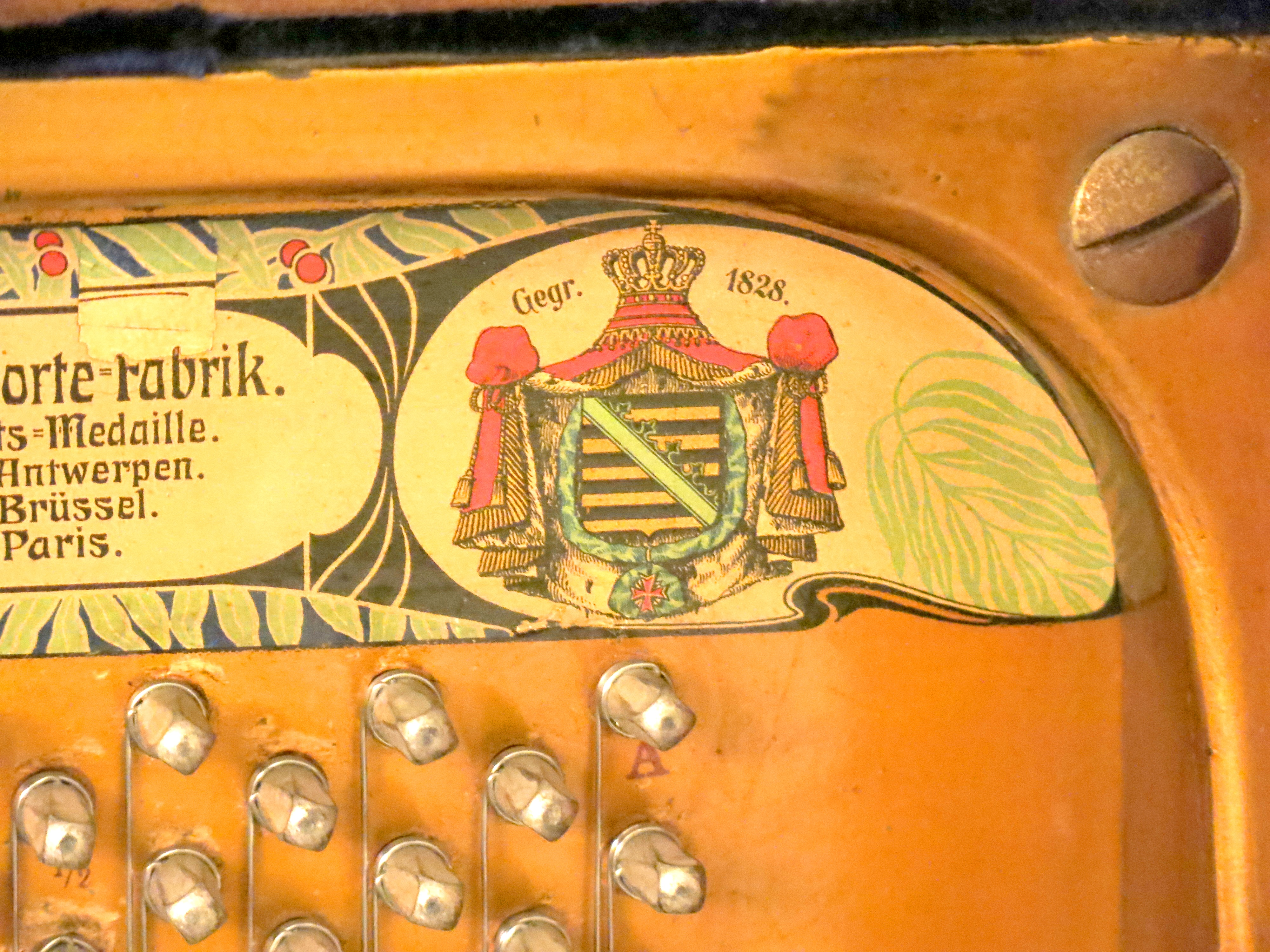
Gründungsemblem 1828 im Trägerrahmen

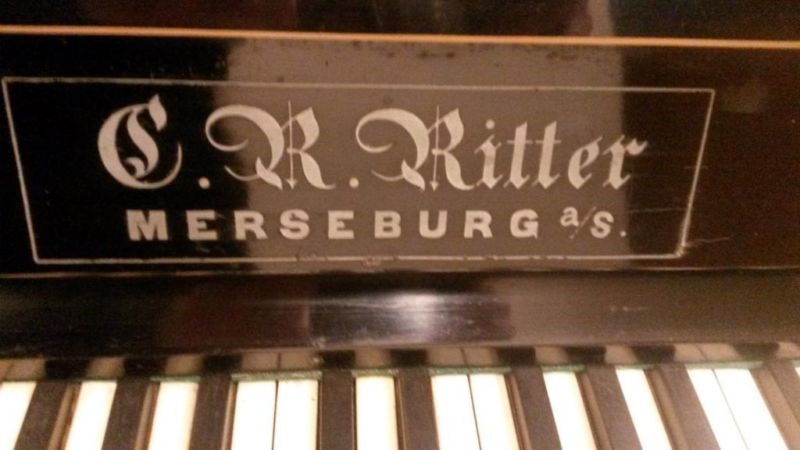
Signatur im Tastaturdeckel eines Ritter-Klaviers, um 1880

Die im März 1828 von Carl Friedrich Ritter in Merseburg eröffnete Klavierbauwerkstatt konnte er der hohen Nachfrage wegen nach wenigen Jahren vergrößern und zog an die Ritterstraße. Carl Richard Ritter übernahm nach dem Tod seines Vaters 1863 die Leitung. Das Geschäft wuchs auch durch Einsatz seiner Ehefrau Agnes Ritter geb. Knoblauch, sodass auf dem Merseburger Grundstück eine Fabrik gebaut werden konnte.
Das weitere Wachstum veranlasste das Ehepaar Ritter 1882, wiederum nach mehr Raum und qualifizierten Arbeitskräften zu suchen. Sie gaben den Standort Merseburg – damals eine kleine Beamtenstadt – auf und zogen in die benachbarte, etwas nördlicher liegende aufstrebende Stadt Halle an der Saale auf das Grundstück Leipziger Straße 73. Mit der intensivierten Mechanisierung der Zeit um 1900 herum expandierte das Unternehmen weiter und musste 1889 erneut nach neuen Räumlichkeiten suchen. Diese wurden auf dem Areal Königsstraße 6 in Halle gefunden.

### Blütezeit
1894 stieg der älteste Sohn Alfred Ritter in das Unternehmen ein, gefolgt 1900 vom Bruder Willi und ca. 1899 von Schwager H. Otto Naumann, verheiratet mit Helene Ritter, der die Vertriebsleitung übernahm. Mit dieser personellen Stärkung begann das Unternehmen, seine Produkte in die Welt zu exportieren: Sie stellte auf verschiedenen Weltausstellungen aus: Antwerpen 1894, Brüssel 1897, Paris 1900, Brüssel 1910 und Turin 1911. Dabei wurden nicht nur ihre Pianos mit hohen Auszeichnungen geehrt, sondern es konnten auch erfolgreich neue Geschäftsbeziehungen geknüpft werden. In Deutschland selbst wurde der Pianoforte Fabrik die Königlich Preußische Staatsmedaille verliehen sowie der Hoflieferanten-Titel des Großherzogs von Sachsen in Weimar und des Königs vom Rumänien.
1902 zog sich C. R. Ritter mit der Umwandlung in eine GmbH aus dem Unternehmen zurück und übergab die Leitung seinen Söhnen Alfred und Willi Ritter sowie seinem Schwiegersohn H. Otto Naumann. Am 16. Februar 1910 erwarb das Unternehmen vor den Toren Halles ein 15.793 m² großes Grundstück, um darauf eine neue Fabrik mit eigenem Gleisanschluss zu errichten. Im April 1911 startete hier der parallele Arbeitsbetrieb. Während des Ersten Weltkriegs waren der Fabrik viele Arbeitskräfte entzogen, und man war gezwungen, auf Kriegsproduktion umzustellen.

### Weimarer Republik
Hohe Einfuhrzölle machten das Neubeleben der alten Geschäftsbeziehungen ins Ausland unmöglich. Am 17. März 1928 feierte die Ritter GmbH Pianoforte Fabrik an der Leipziger Straße als erstes industrielles Unternehmen in der noch jungen Industriestadt Halle ihr 100-jähriges Bestehen. Neben den Inhabern, Angehörigen und Angestellten nahmen Vertreter verschiedener Körperschaften und Vereine, Geschäftsfreunde – auch aus der Leipziger Musikinstrumenten-Industrie – sowie der Familie Ritter nahestehende Persönlichkeiten teil. An den Reden beteiligen sich Vertreter des Magistrats, der Stadtverordneten, der Kirche, der Industrie- und Handelskammer Halle, der Bank, der Loge, des Mitteldeutschen Rundfunks, des Halleschen Männergesangsvereins „Liedertafel“, der Schützenvereinigung und anderer Vereine sowie Karl Mannborg, der Direktor der Harmoniumfabrik Theodor Mannborg.
Schon zu Beginn der Weltwirtschaftskrise ging das Unternehmen 1929 in Konkurs.

### Erfindung des Stützflügels mit Doppelbass
Um 1920 wurde durch die Rittersche Pianofabrik ein Stutzflügel erfunden, 155 cm lang, mit einem zweiten Resonanzboden für die Basssaiten. Auf diese zweite Mechanik wurde durch Betätigen eines dritten Pedals zugegriffen. Diese Erneuerung verbesserte die Klangfarbe der Basstöne. An der Verwirklichung dieser Technik wirkte die Mechanikfabrik J. Keller & Co. GmbH in Stuttgart mit. Vorgestellt wurde die Neuentwicklung auf der Leipziger Herbstmesse 1920.

## Ehrungen

### Zum hundertjährigen Bestehen der Firma
Die Vertreter des Mitteldeutschen Rundfunks führten aus, dass der Pianoforte Fabrik Ritter GmbH als Anerkennung für ihre Dienste bei der Entwicklung des Rundfunks in Halle und Mitteldeutschland ein Ständchen durch Rundfunkübertragung zuteilwurde. Eröffnet wurde das Fest durch eine Rundfunkübertragung der Freischütz-Ouvertüre und der D-Dur-Symphonie von Haydn. Höhepunkt war Schuberts „Allmacht“, ausgeführt durch die Herren der Liedertafel und eine Solistin an einem Ritter-Flügel sowie einem Mannborg-Harmonium. Die Arbeitnehmerschaft wurde zum Jubiläum mit einem namhaften Geldgeschenk bedacht.

### Auszeichnungen für rittersche Klaviere
- 1894: Goldene Medaille, Antwerpen
- 1897: Goldene Medaille, Brüssel
- 1900: Silberne Medaille, Paris
- 1910: Diplome d’honneur, Brüssel
- 1911: Grand Prix, Turin

### Weitere Auszeichnungen
- Königlich Preußische Staatsmedaille
- Hoflieferanten-Titel des Großherzogtum Sachsen-Weimar-Eisenach
- Hoflieferanten-Titel des Königs von Rumänien

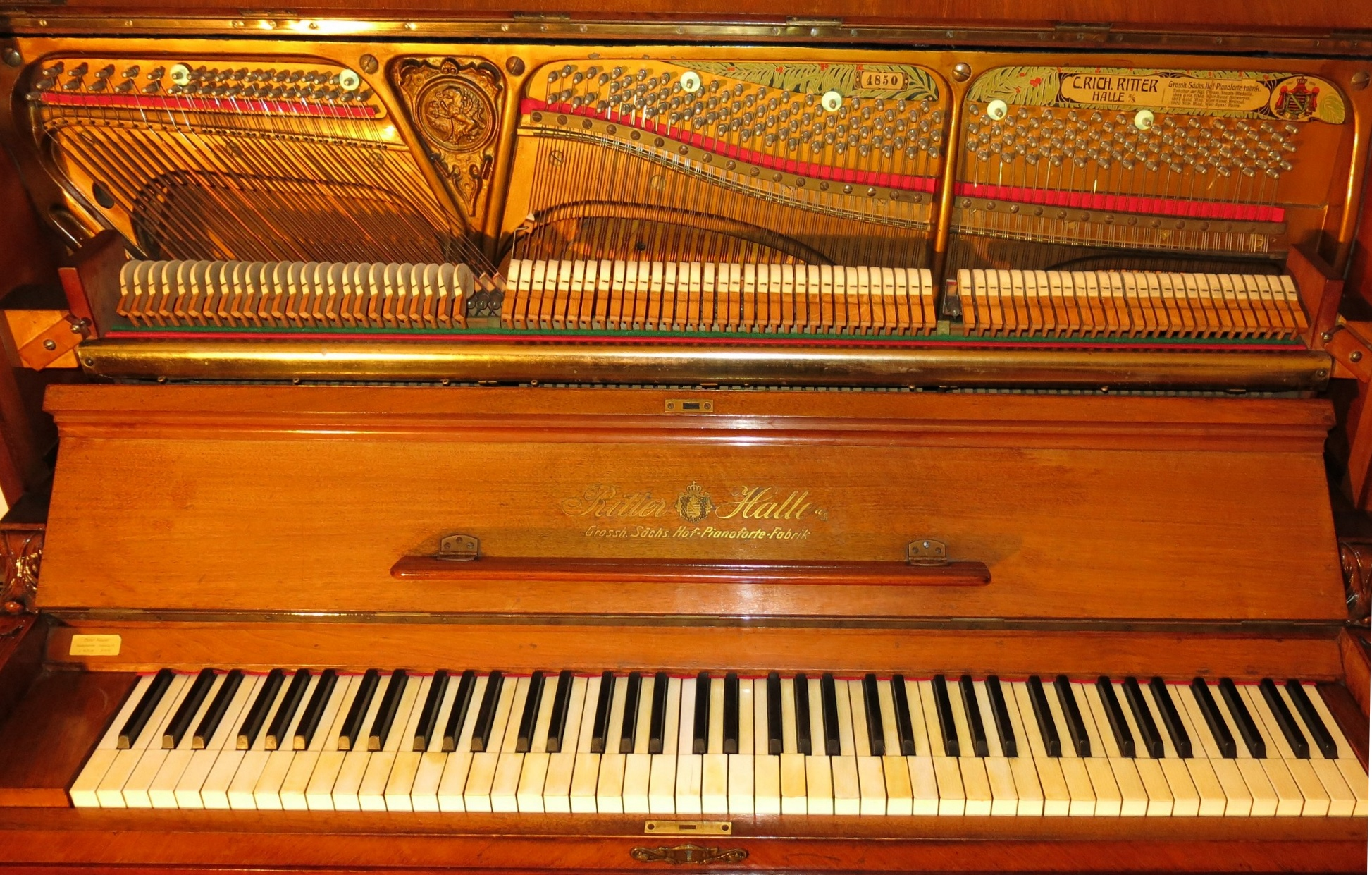
Pianoforte aus der Fabrik Ritter, um 1900, obere Mechanik unverdeckt
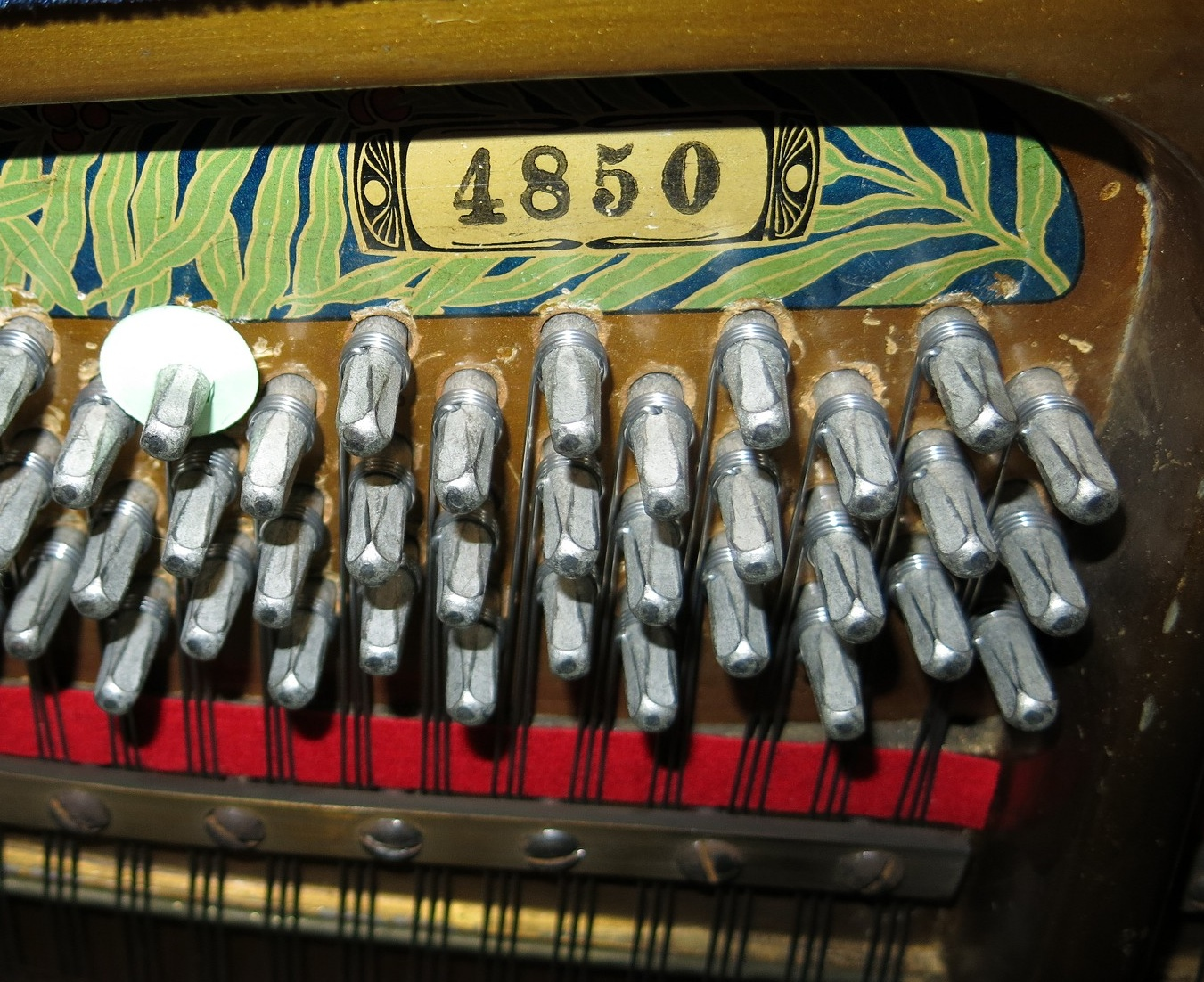
Seriennummer in einem Ritter-Klavier
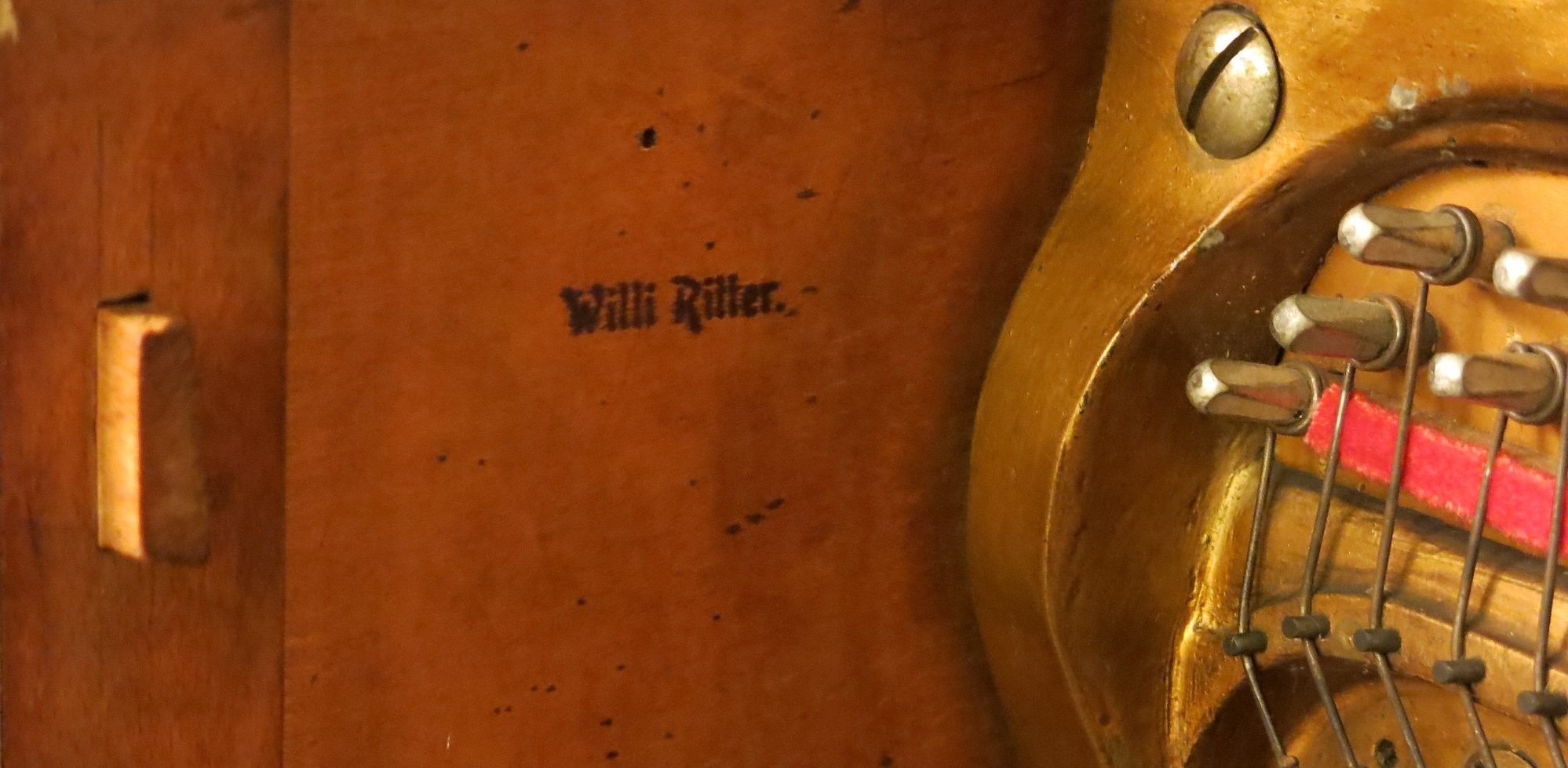
Persönl. Signatur von Willi Ritter in einem Ritter-Klavier, um 1900 (eingebrannt)
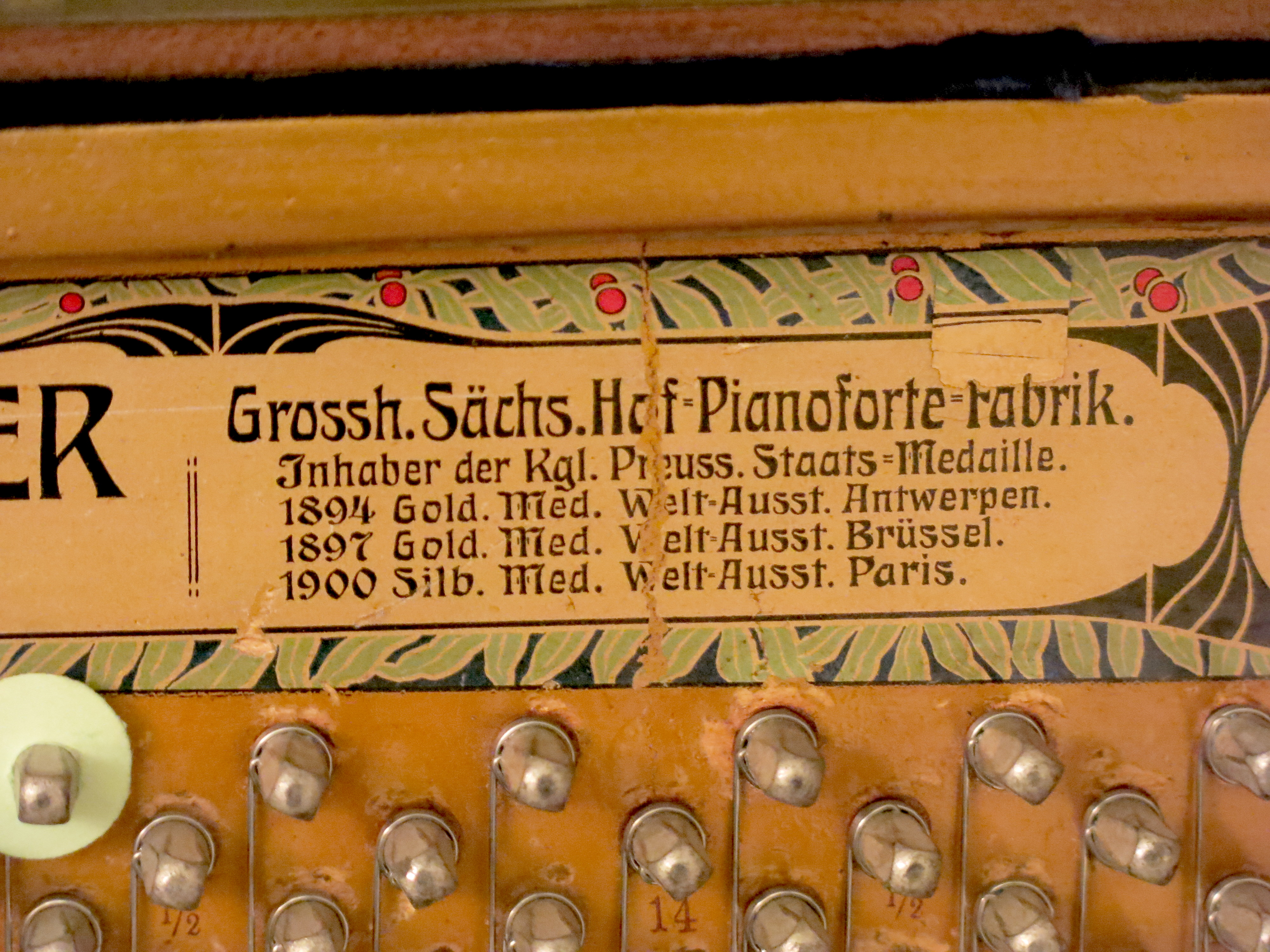
Auszeichnungen bis 1900 in einem Ritter-Klavier